# Comté de Loup
Pour les articles homonymes, voir Loup (homonymie).
Le comté de Loup est un comté de l'État du Nebraska, aux États-Unis. Son siège est la ville de Taylor.